# Muhammad Husayn Tabatabaei
Allamah Muhammad Husayn Tabataba’i sau Seyed Mohammad Hossein Tabatabaei (16 martie 1904—7 noiembrie 1981) (limba persană:علامه سید محمد حسین طباطبائی) a fost unul dintre cei mai proeminenți teologi și gânditori contemporani specializați în jurisprudența islamică șiită. Este cunoscut pentru realizarea exegezei coranice  Tafsir al-Mizan.

## Biografie
S-a născut în Tabriz, Azerbaijan, în nord-vestul Iranului.A studiat la Najaf sub îndrumarea unor maeștrii precum Mirza 'Ali Qadhi (gnoză), Mirza Muhammad Husain Na'ini, Shaykh Muhammad Husain Isfahani (fiqh și jurisprudență), Sayyid Abu'l-Qasim Khwansari (în matematică). 
De asemenea, a aprofundat textile clasice, precum Șifa a lui Avicenna, Asfar a lui Sadr al-Din Shirazi și Tamhid al-qawa'id a lui Ibn Turkah. Împreună cu Sayyid Husayn Badkuba'i a fost discipolul a doi dintre cei mai renumiți maeștri ai timpului său: Sayyid Abu'l-Hasan Jilwah and Aqa 'Ali Mudarris Zunuzi.

## Activitate literară
Tabataba’i a fost atât un filosof și scriitor prolific, cât și o sursă de inspirație pentru discipolii săi. În ultimii ani ai vieții a susținut adesea sesiuni de studii cu Henry Corbin și Sayyid Hossein Nasr, în timpul cărora au dezbătut texte clasice ale înțelepciunii divine și gnosticismului, precum și probleme de gnoză comparată (cum au fost denumite mai târziu de Nasr). În cazul fiecărei sesiuni, textele sacre ale marilor religii care conțin învățături mistice și gnostice, cum ar fi Dao de Jing , Upanișadele și Evanghelia lui Ioan, iar , în general, au fost discutate și comparate cu sufismul și cu doctrinele islamice ezoterice.
Najaf a fost orașul în care Tabataba’i și-a adus cele mai mari contribuții în domeniul exegezei coranice (tafsir), al filosofiei și istoriei credinței șiite. În domeniul filosofiei, cea mai importantă lucrare a sa este „Usul-i falsafeh va raveș-e-realism” (Principiile filosofiei și metoda realismului), care a fost publicată în cinci volume cu note explicative și comentarii de Morteza Motahhari. Contribuțiile lui Tabataba’i în domeniul tafsir-ului, al filosofiei și misticismului islamic au generat relativizarea intelectuală a hawza-ei (școala teologică șiită), având implicați adânci în planul de învățământ.
O altă lucrare filosofică importantă este comentariul amplu la „Asfār al-'arba'eh”, capodopera lui Mulla Sadra, ultimul mare filosof și teolog musulman persan al Evului Mediu. Abordarea umanistă a lui Tabataba’i este evidențiată de cele trei cărți ale sale despre natura umană – omul înainte de a fi în această lume, atunci când este și atunci când nu mai este pe această lume. Filosofia lui se axează pe tratarea sociologică a problemelor umane. 
Alte două lucrări ale sale, Bidāyat al-hikmah și Nihāyat al-hikmah, sunt considerate opere redutabile ale filosofiei islamice.
Lui Tabataba’i îi mai aparțin și câteva tratate despre istoria șiismului. Unul dintre acestea cuprinde clarificările sale și expunerea credinței șiite ca răspuns la întrebările adresate de renumitul orientalist francez, Henry Corbin. Încă una dintre cărțile sale pe această temă, „Shi'ah dar Islam” a fost tradusă în engleză de către Sayyid Hossein Nasr cu ajutorul lui William Chittick sub titlul Islamul Șiit. Aceste cărți furnizează instrumentul academic ideal de demontare, eliminare și clarificare a celor mai răspândite preconcepții nocive despre credința șiită, pentru a deschide calea unei mai bune înlegeri ecumenice între diferitele școli de gândire islamice.

## Lucrări publicate[4]
•	Shi’ah dar islam (Islamul șiit);
•	Usul-i-falsafeh va ravesh-i-ri'alism ( Principiile filosofiei și metoda realismului) – apărută în cinci volume, cuprinzând comentariile lui Murtada Mutahhari;
•	Hashiyah-i kifayah  (Glose al-kifayah);
•	Mushabat ba Ustad Kurban (Dialoguri cu Profersor Corbin) – apărută în două volume, având la bază conversațiile dintre Tabataba'i și Henry Corbin;
•	Risalah dar hukumat-i islami (Tratat de guvernare islamică);
•	Risalah dar quwwah wafi'(Tratat de potențialitate și actualitate);
•	Risalah dar ithbat-i dha~t (Tratat privind dovada esenței divine);
•	Risalah dar sifat (Tratat despre atributele divine);
•	Risalah dar ata (Tratat privind actele divine);
•	Risalah dar wasa'il (Tratat privind mijloace);
•	Risalah dar insan qabl al-dunya (Tratat privind omul înaintea lumii);
•	Risalah dar insan fi al-dunya (Tratat privind omul pe lume);
•	Risalah dar insan ba'd al-dunya (Tratat privind omul după lume);
•	 Risalah dar nubuwwat (Tratat despre profeție);
•	Risalah dar wilayat (Tratat asupra inițierii);
•	Risalah dar mushtaqqat (Tratat despre derivate);
•	Risalah dar burhan (Tratat despre demonstrație);
•	Risalah dar mughalatah (Tratat despe sofism);
•	Risalah dar tahlil (Tratat privind analiza);
•	Risalah dar tarkib (Tratat despre sinteză);
•	Risalah dar i’tibarat (Tratat despre contingente);
•	Risalah dar nubuwwat wa manamat (Tratat despre profeții și vise);
•	Manza’mah dar rasm-i- khatt-i-nasta’liq (Poem despre metode de scriere în stilul caligrafic Nasta’liq);
•	Ali wa al-falsafat al-ilahiya (Ali si metafizica);
•	Qur'an dar Islam (Rolul Coranului în islam).